# Gorinchem
Gorinchem és un antic municipi de la província d'Holanda del Sud, al sud dels Països Baixos. L'1 de gener del 2009 tenia 34.629 habitants repartits sobre una superfície de 21,99 km² (dels quals 3,04 km² corresponen a aigua). Limita al nord amb Giessenlanden, a l'oest amb Hardinxveld-Giessendam, a l'est amb Lingewaal (Gelderland) i al sud amb Werkendam (Brabant del Nord), Woudrichem (Brabant del Nord) i Zaltbommel (Gelderland).

## Ajuntament
- PvdA - 8 regidors
- SP - 4 regidors
- VVD - 3 regidors
- CDA - 3 regidors
- ChristenUnie/SGP - 2 regidors
- Stadsbelang/Leefbaar Gorinchem - 2 regidors
- GroenLinks - 1 regidor